# Everything Good
Everything Good es el 16.º álbum de estudio del cuarteto Góspel estadounidense Gaither Vocal Band, en su formación de cuarteto vocal y el 14.º bajo su nombre actual. Fue grabado en el transcurso del año 2001 y lanzado el 13 de agosto de 2002 por Spring House Records y Gaither Gospel Music. Obtuvo dos nominaciones a los premios GMA Dove Awards 2003 en las categorías anuales por Álbum Country y Canción Southern Gospel (por el tema I´m Gonna Sing), además de una nominación al Premio Grammy en la categoría Mejor álbum Gospel, Country y Bluegrass del año 2003.

## Canciones del álbum
1. I'm Gonna Sing 	(Gaither, Gaither, Wright) 	3:32
2. Alpha and Omega 	(Trice) 	4:34
3. Not Gonna Worry 	(Jennings, Wright) 	2:29
4. Heartbreak Ridge and Hew Hope Road 	(Gatlin) 	3:38
5. Knowing You'll Be There 	(Jennings, Sykes) 	4:35
6. O Love That Will Not Let Me Go 	(Matheson, Peace) 	2:55
7. When the Rains Come 	(Gaither, Gaither, Wright) 	5:25
8. Everything Good 	(Jennings, Jennings) 	3:21
9. The Really Big News 	(Jennings) 	4:25
10. I Pledge My Allegiance 	(Gaither, Gaither) 	4:20
11. Forgive Me 	(Gaither, Gaither, Gaither) 	4:11
12. He Came Through 	(Cleveland, Hollihan, Taff ...) 	3:33
13. When He Talked About His Home 	(Gaither, Gaither, Wright) 	4:46
14. It Is Finished 	(Gaither, Gaither) 	5:48

## Comentario
Es la presentación oficial de la nueva formación en un disco de estudio; el conocido Ex- Imperials Russ Taff se incorpora como barítono en reemplazo del histriónico Mark Lowry, y se une a Bill Gaither y a los ya consolidados Guy Penrod y David Phelps, para dar vida a un álbum que, notoriamente más que los anteriores, rompe los esquemas del Southern Gospel característico del cuarteto para incursionar en otros ámbitos como el Country y el Pop/Rock contemporáneo, sin perder de vista el estilo tradicional y la orientación espiritual y devocional de sus composiciones más célebres.

## Australian Homecoming
El 8 de abril del año 2003 fue lanzada en formato DVD, en set de dos discos, el concierto de lanzamiento de la producción titulado Australian Homecoming with the Gaither Vocal Band, grabada en el Sídney Opera House el 21 de marzo del 2006 en la ciudad de Sídney, Australia. Además de sus anfitriones contó con la participación de Jeff & Sheri Easter, Janet Paschal, Mark Lowry y Anthony Burger entre otros. La realización fue producida por Bill Gaither, Barry Jennings y Bill Carter, y fue dirigida por Luke Renner.